# 科克倫 (印第安納州)
科克倫（英語：Cochran）是位於美國印地安納州迪爾伯恩縣的一個非建制地區。該地的面積和人口皆未知。

## 地理
科克倫的座標為39°03′08″N 84°55′14″W / 39.05222°N 84.92056°W，而該地的平均海拔高度為152米（即499英尺）。